# Scutellidium boreale
Scutellidium boreale är en kräftdjursart som beskrevs av Ito 1976. Scutellidium boreale ingår i släktet Scutellidium och familjen Tisbidae. Inga underarter finns listade i Catalogue of Life.